# Czaszówka bocznotrzonowa
Czaszówka bocznotrzonowa (Deconica horizontalis (Bull.) Noordel.) – gatunek grzybów należący do rodziny pierścieniakowatych (Strophariaceae).

## Systematyka i nazewnictwo
Pozycja w klasyfikacji według Index Fungorum: Deconica, Strophariaceae, Agaricales, Agaricomycetidae, Agaricomycetes, Agaricomycotina, Basidiomycota, Fungi.
Po raz pierwszy opisał go w 1887 r. Jean Baptiste François Pierre Bulliard, nadając mu nazwę Agaricus horizontalis. W 2009 r. Machiel Evert Noordeloos przeniósł go do rodzaju Deconica. Ma 16 synonimów. Niektóre z nich:
- Melanotus horizontalis (Bull.) P.D. Orton 1984
- Phaeomarasmius horizontalis (Bull.) Kühner 1935
- Psilocybe hepatochrous (Berk.) Lago-Álv. & M.L. Castro 2004
- Psilocybe horizontalis (Bull.) Vellinga & Noordel. 1995

Nazwa polska na podstawie rekomendacji Komisji ds. Polskiego Nazewnictwa Grzybów.

## Morfologia
Owocnik
Kapelusz o średnicy 5–15 mm, aksamitny, nieprążkowani i nieprzezroczysty, o barwie od czerwonobrązowej do beżowej. Blaszki w kolorze szaro-beżowym. Trzon prymitywny.
Cechy mikroskopowe
Kolonia pokrywa do 100% płytki do 7. dnia hodowli, w drugim tygodniu jest matowa, puchata lub wełnista, z kilkoma gęstymi plamami, biała. Strefa postępu powierzchowna, brzeg nierówn, zapach silny, rewers taki sam. Grzybnia powietrzna zbudowana ze strzępek o średnicy 1–7 μm, bezbarwnych, często z oleistą zawartością, cienko i grubościennych, rozgałęzionych, septowanych, ze sprzążkami lub prostymi przegrodami, z krótkimi odgałęzieniami, obecne anastomozy. Brak artrospor, czasami występują elipsoidalne, cienkościenne chlamydospory z ziarnistą zawartością. W strefie postępu strzępki o średnicy 1,5–6 μm, bezbarwne, z oleistą zawartością, cienkie lub grubościenne, rozgałęzione, septowane, ze sprzążkami i anastomozami, nielicznymi, krótkimi gałęziami i powyginanymi strzępkami; brak artrospor i chlamydospor.
Zarodniki 6–8(8,5) × (3,5)4–5(5,5) μm, elipsoidalne do migdałowatych.

## Występowanie i siedlisko
Występuje na niektórych wyspach i wszystkich kontynentach poza Antarktydą. W opracowanej w 2003 roku przez Władysława Wojewodę „Krytycznej liście wielkoowocnikowych grzybów podstawkowych Polski” brak tego gatunku, ale jeden z jego synonimów (Phaeomarasmius horizontalis) jest uznany za synonim ciemnotwardnika bocznotrzonowego (Phaeomarasmius rimundicola). Stanowiska Deconica horizontalis podaje internetowy atlas grzybów. Znajduje się w nim na liście gatunków zagrożonych i wartych objęcia ochroną. Z powodu niejasnej pozycji oraz różnego podejścia do odrębności gatunku, liczba znanych stanowisk w Polsce wymaga weryfikacji.
Grzyby saprotroficzne występujące m.in. na leżących na ziemi gałęziach i pniach.